# Вписаний чотирикутник

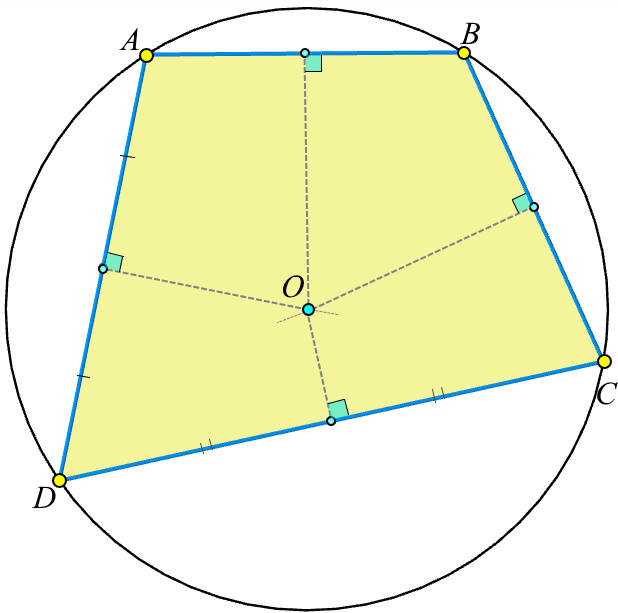
Вписаний чотирикутник

В Евклідовій геометрії вписаний чотирикутник — це чотирикутник, вершини якого лежать на одному колі.
Це коло називається описаним колом, а вершини є конциклічними. Центр описаного навколо чотирикутника кола лежить на перетині його серединних перпендикулярів.
Інші назви цих чотирикутників — це конциклічні чотирикутники та хордальні чотирикутники, оскільки сторони чотирикутника — це хорди описаного кола.
Вписаний чотирикутник може бути опуклим або перехрещеним чотирикутником. Формули та властивості, наведені нижче, стосуються опуклих вписаних чотирикутників.

## Особливі випадки

Приклади вписаних чотирикутників.

Не кожен чотирикутник можна вписати в коло. Прикладом чотирикутника, який не можна вписати, є не квадратний ромб, або нерівнобічна трапеція.
Будь-який квадрат, прямокутник, рівнобедрену трапецію або антипаралелограм можна вписати в коло.
Дельтоїд можна вписати, тоді й лише тоді, коли він має два протилежні прямі кути, що лежать між сторонами різної довжини, тобто коли дельтоїд є прямокутним.
Біцентричний чотирикутник — це вписаний чотирикутник, який також є описаним.
Зовні-біцентричний чотирикутник — це вписаний чотирикутник, який є також зовні-описаним.
Зовні-описаний чотирикутник — опуклий чотирикутник, у якого прямі, на яких лежать його сторони, є дотичними до певного кола поза чотирикутником.
Гармонійний чотирикутник — це чотирикутник, який можна вписати в коло та добутки довжин протилежних сторін якого рівні.

## Пов'язані визначення

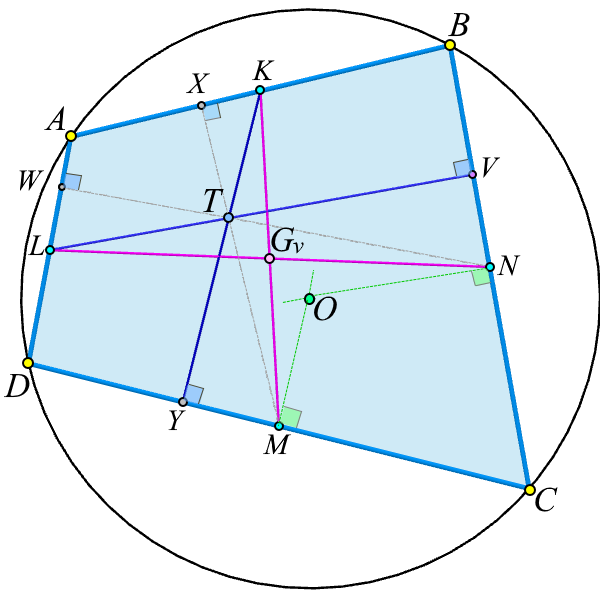
Вписаний чотирикутник. Бівисоти та бімедіани.

Для кожної сторони вписаного чотирикутника можна провести пряму, яка буде перпендикулярна цій стороні і проходити через середину протилежної сторони.
Відрізки цих прямих між сторонами називають бівисотами (або антимедіатрисами, по аналогії із серединним перпендикуляром (медіатрисою) до сторони трикутника). Опуклий вписаний чотирикутник має чотири бівисоти (KY, LV, MX та NW), які є конкурентними прямими, тобто перетинаються в одній точці Т — антицентрі чотирикутника:131.
Відрізки, що сполучають середини протилежних сторін (KM, LN), називаються бімедіанами чотирикутника.
Бімедіани чотирикутника перетинаються в точці Gv — вершинному центроїді чотирикутника (центр тяжіння рівних мас, зосереджених у вершинах чотирикутника).

## Умови, за яких чотирикутник є вписаним

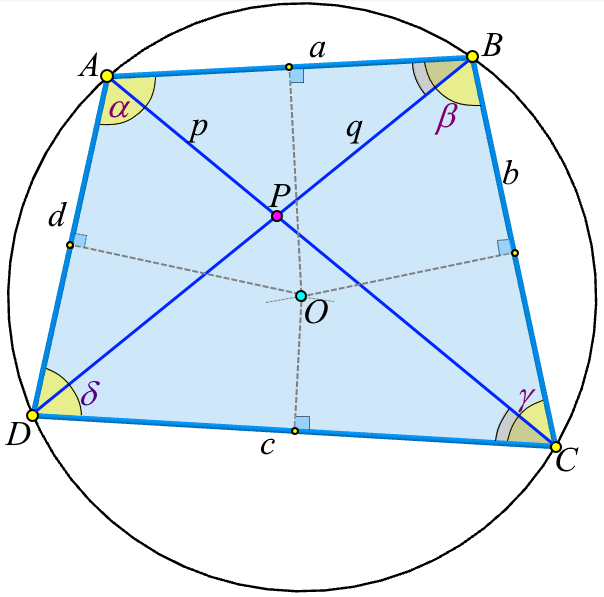
Вписаний чотирикутник ABCD

Прямі m1 та m2 антипаралельні відносно прямих l1 та l2

У цьому розділі наведено необхідні та достатні умови, щоб чотирикутник був вписаним.
- Опуклий чотирикутник можна вписати тоді й лише тоді, коли чотири перпендикуляри до середин сторін є конкурентними, тобто, перетинаються в одній точці. Ця спільна точка є центром описаного кола[6].
- Сума протилежних кутів.
Опуклий чотирикутник ABCD можна вписати тоді і лише тоді, коли сума його протилежних кутів дорівнює1800[1][6],[7]:
{\displaystyle \alpha +\gamma =\beta +\delta =\pi \ (=180^{\circ }).}
Ця теорема є положенням 22 в трактаті Евкліда «Начала»[8].

Це твердження еквівалентне наступному:
Опуклий чотирикутник можна вписати в коло тоді і тільки тоді, коли кожен його зовнішній кут дорівнює протилежному внутрішньому куту.

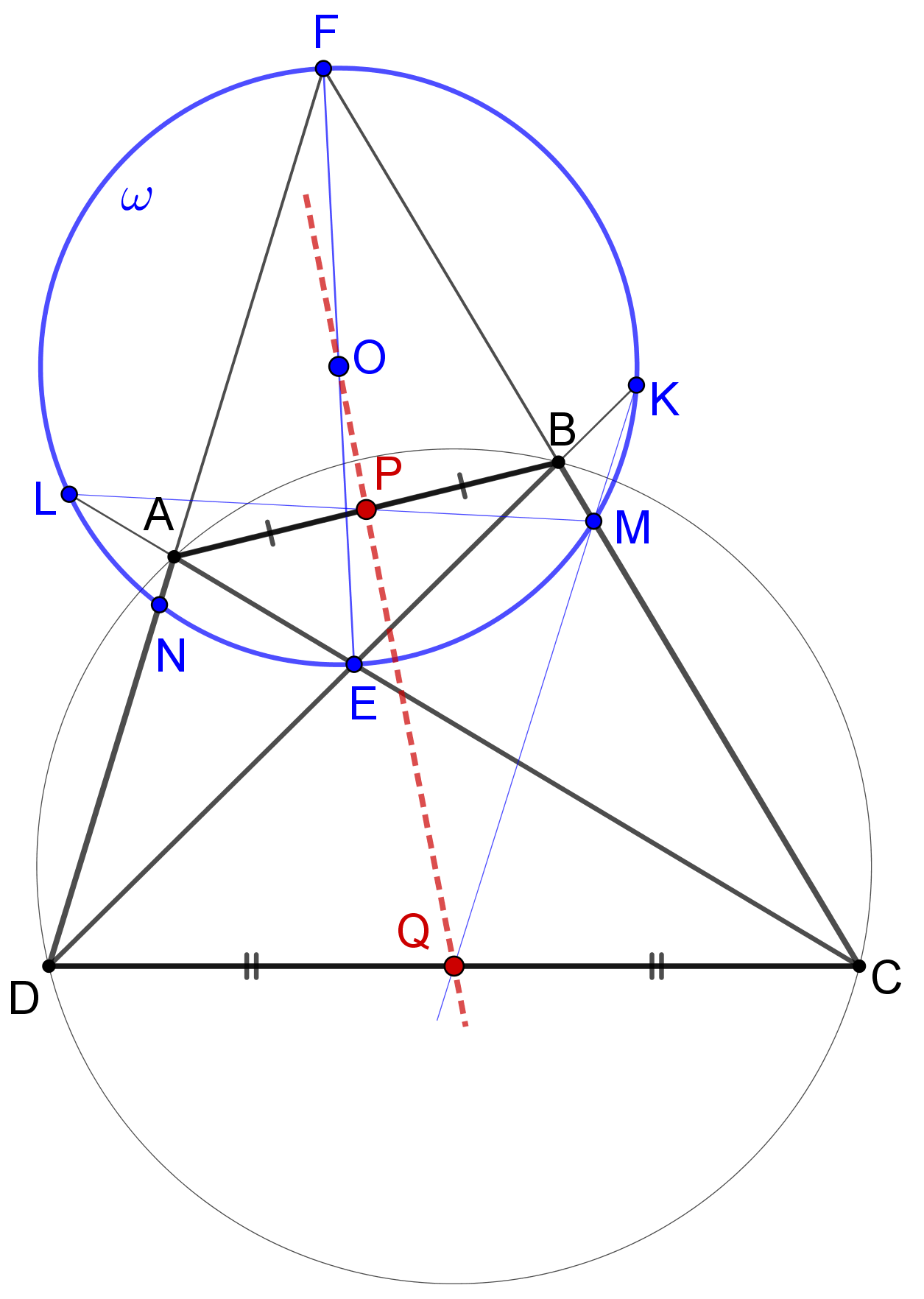
Чотирикутник вписаний в коло, якщо точки О, Р, Q лежать на одній прямій

Тобто, якщо дві протилежні сторони чотирикутника є антипаралельними відносно двох інших сторін.
Наслідок:
В термінах тангенсів половинних кутів, це твердження можна записати наступним чином:
{\displaystyle {\begin{aligned}{\frac {\alpha }{2}}+{\frac {\gamma }{2}}={\frac {\beta }{2}}+{\frac {\delta }{2}}=90^{\circ },\\\mathop {\mathrm {tg} } \left({\frac {\alpha }{2}}+{\frac {\gamma }{2}}\right)=\mathop {\mathrm {tg} } \left({\frac {\beta }{2}}+{\frac {\delta }{2}}\right)=\mathop {\mathrm {tg} } 90^{\circ },\\{\frac {\mathop {\mathrm {tg} } \left({\frac {\alpha }{2}}\right)+\mathop {\mathrm {tg} } \left({\frac {\gamma }{2}}\right)}{1-\mathrm {tg} \left({\frac {\alpha }{2}}\right)\cdot \mathop {\mathrm {tg} } \left({\frac {\gamma }{2}}\right)}}={\frac {\mathop {\mathrm {tg} } \left({\frac {\beta }{2}}\right)+\mathop {\mathrm {tg} } \left({\frac {\delta }{2}}\right)}{1-\mathrm {tg} \left({\frac {\beta }{2}}\right)\cdot \mathop {\mathrm {tg} } \left({\frac {\delta }{2}}\right)}}=\infty \end{aligned}}}
Це означає, що чотирикутник вписано тоді і тільки тоді, коли виконується рівність: {\displaystyle \mathrm {tg} \left({\frac {\alpha }{2}}\right)\cdot \mathrm {tg} \left({\frac {\gamma }{2}}\right)=\mathrm {tg} \left({\frac {\beta }{2}}\right)\cdot \mathrm {tg} \left({\frac {\delta }{2}}\right)=1.}
- Кути між сторонами та діагоналями.
Ще одна необхідна і достатня умова, щоб опуклий чотирикутник ABCD був вписаним — кут між стороною та діагоналлю повинен дорівнювати куту між протилежною стороною та іншою діагоналлю[10][11]:45-46.
Тобто, наприклад, {\displaystyle \angle ABD=\angle ACD.}

- Теорема Птолемея виражає добуток довжин двох діагоналей p і q вписаного чотирикутника, як суму добутків протилежних сторін[12]:25[7][13]:67:
{\displaystyle p\cdot q=a\cdot c+b\cdot d.}
Має місце обернена теорема. Тобто, якщо ця рівність виконується для опуклого чотирикутника, тоді він є вписаним в коло.

- Теорема про перетин хорд.
Якщо дві прямі, одна, що містить відрізок AC, а інша, що містить відрізок BD, перетинаються в точці P, то чотири точки A, B, C, D є конциклічними (тобто, є вершинами вписаного чотирикутника, без урахування порядку вершин), тоді й лише тоді, коли[14]
{\displaystyle \displaystyle AP\cdot PC=BP\cdot PD.}
Точка перетину P може бути як зовні так і всередині кола. У першому випадку описаний чотирикутник — ABCD, а в другому випадку вписаний чотирикутник — ABDC. Коли перетин є внутрішнім, рівність зазначає, що добуток відрізка довжини, на який P ділить одну діагональ, дорівнює іншій діагоналі. Це твердження відомо як теорема про перетин хорд, оскільки діагоналі вписаного чотирикутника є хордами.

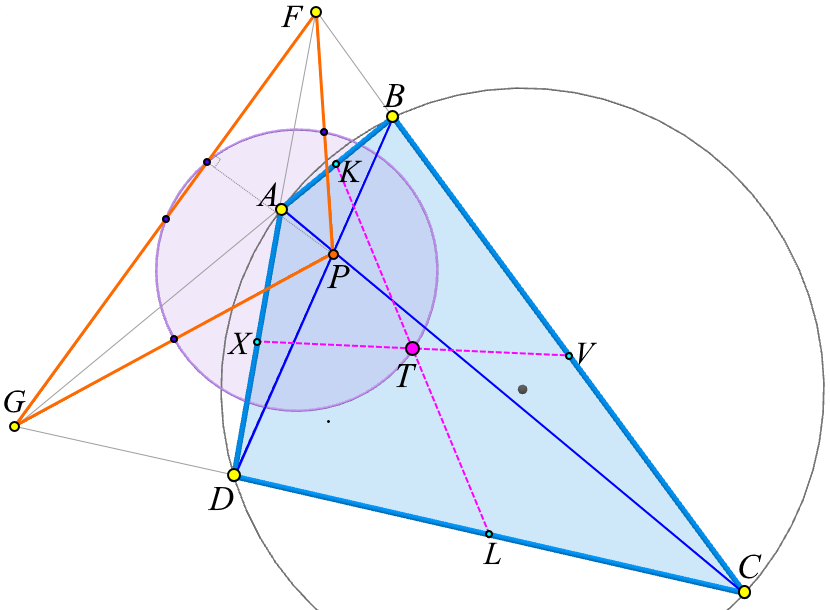
ABCD — вписаний чотирикутник.PFG — діагональний трикутник ABCD. Точка T перетину бімедіан ABCD належить колу дев'яти точок трикутника PFG.

- Нехай PFG є діагональним трикутником в опуклому чотирикутнику ABCD (точка P — точка перетину діагоналей чотирикутника, G — точка перетину продовжень сторін AB та DC, F — точка перетину продовжень сторін AD та BC). І нехай {\displaystyle \omega } — коло дев'яти точок трикутника PFG.
ABCD можна вписати в коло тоді і лише тоді, коли точка T перетину бімедіан KL та XV чотирикутника ABCD належить цьому колу дев'яти точок.[7][15][16].

- Точки Паскаля
Нехай в опуклому чотирикутнику ABCD, E — точка перетину діагоналей, а F — точка перетину продовжень сторін AD та BC. І нехай  {\displaystyle \omega } — коло, діаметром якого є відрізок EF, що формує на сторонах AB та CD точки Паскаля P та Q (див. мал.)
  1. Чотирикутник ABCD є вписаним тоді і лише тоді, коли точки P та Q колінеарні з центром O кола {\displaystyle \omega } .
  2. Чотирикутник ABCD є вписаним тоді і лише тоді, коли точки P та Q є серединами сторін AB та CD.[7]

## Площа

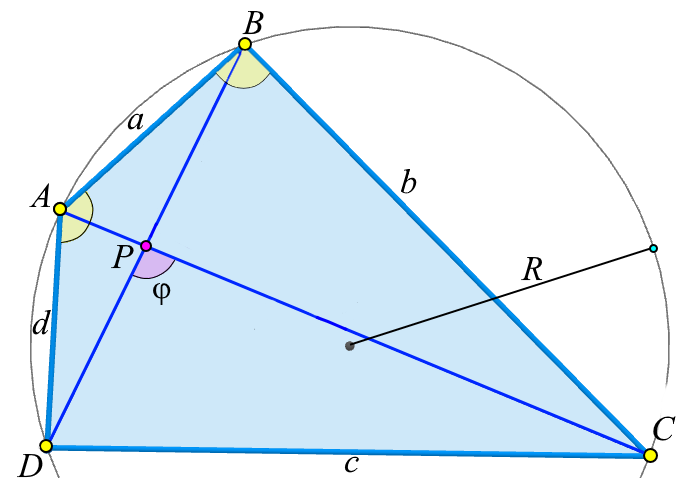
Вписаний чотирикутник

Площа S вписаного чотирикутника зі сторонами a, b, c, d обчислюється за формулою Брахмагупти:24
{\displaystyle S={\sqrt {(s-a)(s-b)(s-c)(s-d)}}}
де півпериметр s = 1/2(a + b + c + d).
Формула є наслідком формули Бретшнайдера для довільного чотирикутника, оскільки протилежні кути є суміжними для вписаного чотирикутника.
Якщо d = 0, то вписаний чотирикутник стає трикутником, а формула зводиться до формули Герона.
Формулу Брамагупти можна записати через довжини сторін чотирикутника наступним чином:
{\displaystyle S={\frac {\sqrt {(a^{2}+b^{2}+c^{2}+d^{2})^{2}+8~abcd-2~(a^{4}+b^{4}+c^{4}+d^{4})}}{4}}}
Вписаний чотирикутник має максимальну площу серед усіх чотирикутників, що мають однакову послідовність довжин сторін. Це ще один наслідок формули Бретшнайдера. Також це можна довести за допомогою математичного аналізу.
Якщо є чотири неоднакові довжини, кожна менша від суми трьох інших, то вони будуть сторонами для трьох неконгруентних вписаних чотирикутників:57, які за формулою Брахмагупти мають однакову площу. Зокрема, для сторін a, b, c і d сторона a може бути протилежною будь-якій зі сторін b, c або d.
Площу вписаного чотирикутника з послідовними сторонами a, b, c, d та кутом B між сторонами a і b можна виразити як:25
{\displaystyle S={\tfrac {1}{2}}(ab+cd)\sin {B}}
або:26
{\displaystyle S={\tfrac {1}{2}}(ac+bd)\sin {\varphi }},
де {\displaystyle \varphi } — будь-який кут між діагоналями.
За умови, що A не є прямим кутом, площа також може бути виражена як:26
{\displaystyle S={\tfrac {1}{4}}(a^{2}-b^{2}-c^{2}+d^{2})\mathrm {tg} {A}.}
Інша формула така:83
{\displaystyle S=2R^{2}\cdot \sin {A}\sin {B}\sin {\varphi },}
де R — радіус описаного кола. Як прямий наслідок цієї формули,
{\displaystyle S\leqslant 2R^{2}}
де рівність буде, тоді і тільки тоді, коли чотирикутник є квадратом.

## Діагоналі

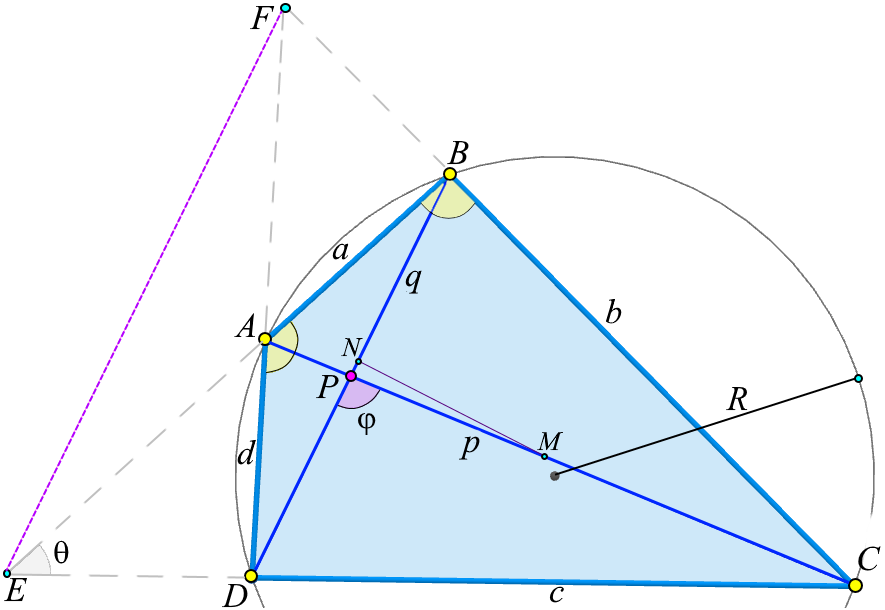
Вписаний чотирикутник

У вписаному чотирикутнику з послідовними вершинами A, B, C, D і сторонами a = AB, b = BC, c = CD і d = DA, довжини діагоналей p = AC і q = BD можна виразити через довжини сторін як:25:84
{\displaystyle p={\sqrt {\frac {(ac+bd)(ad+bc)}{ab+cd}}}} та {\displaystyle q={\sqrt {\frac {(ac+bd)(ab+cd)}{ad+bc}}}},
що доводить теорему Птолемея
{\displaystyle p\cdot q=a\cdot c+b\cdot d.}
Відповідно до другої теореми Птолемея:25
{\displaystyle {\frac {p}{q}}={\frac {ad+bc}{ab+cd}}},
в тих же позначеннях, що і вище.
Для суми діагоналей маємо нерівність:123,#2975
{\displaystyle p+q\geqslant 2{\sqrt {ac+bd}}.}
Рівність справедлива тоді й лише тоді, коли діагоналі мають однакову довжину, що можна довести за допомогою нерівності середнього арифметичного та геометричного.
Більше того:64,#1639,
{\displaystyle (p+q)^{2}\leqslant (a+c)^{2}+(b+d)^{2}.}
У будь-якому опуклому чотирикутнику дві діагоналі розділяють чотирикутник на чотири трикутники; у вписаному чотирикутнику протилежні пари цих чотирьох трикутників подібні між собою.
Якщо M і N — середини діагоналей AC і BD, а точки E і F — точки перетину прямих, на яких лежать протилежні сторони чотирикутника, то :
{\displaystyle {\frac {MN}{EF}}={\frac {1}{2}}\left|{\frac {AC}{BD}}-{\frac {BD}{AC}}\right|,}
Якщо діагоналі AC і BD вписаного чотирикутника ABCD перетинаються у точці P, то
{\displaystyle {\frac {AP}{PC}}={\frac {AB}{CB}}\cdot {\frac {AD}{CD}}.}
Множина сторін, які можуть утворювати вписаний чотирикутник, може бути впорядкована у будь-якій з трьох різних послідовностей, кожна з яких може утворювати вписаний чотирикутник тієї самої площі в одному і тому ж колі (їх площа буде однакова за формулою площі Брахмагупти). Будь-які з цих вписаних чотирикутників мають одну спільну довжину діагоналі:84.

## Формули кута
Для вписаного чотирикутника із послідовними сторонами a, b, c, d, півпериметром s та кутом A між сторонами a та d тригонометричні функції від A задаються формулами
{\displaystyle \cos A={\frac {a^{2}+d^{2}-b^{2}-c^{2}}{2(ad+bc)}},}
{\displaystyle \sin A={\frac {2{\sqrt {(s-a)(s-b)(s-c)(s-d)}}}{(ad+bc)}},}
{\displaystyle \mathrm {tg} {\frac {A}{2}}={\sqrt {\frac {(s-a)(s-d)}{(s-b)(s-c)}}}.}
Кут φ між діагоналями можна знайти за формулою::26
{\displaystyle \mathrm {tg} {\frac {\varphi }{2}}={\sqrt {\frac {(s-b)(s-d)}{(s-a)(s-c)}}}.}
Якщо продовження протилежних сторін a і c перетинаються під кутом θ, то
{\displaystyle \cos {\frac {\theta }{2}}={\sqrt {\frac {(s-b)(s-d)(b+d)^{2}}{(ab+cd)(ad+bc)}}},}
де s — півпериметр:31.

## Формула описаного кола Парамешвара
Вписаний чотирикутник з послідовними сторонами a, b, c, d і півпериметром s має описане коло радіуса
{\displaystyle R={\frac {1}{4}}{\sqrt {\frac {(ab+cd)(ac+bd)(ad+bc)}{(s-a)(s-b)(s-c)(s-d)}}}.}
Цю формулу отримав індійський математик Ватассері Парамешвара у 15 столітті.
Якщо скористатися формулою Брахмагупти, формулу Парамешвари можна отримати в наступному вигляді:
{\displaystyle 4S\cdot R={\sqrt {(ab+cd)(ac+bd)(ad+bc)}},}
де S — площа вписаного чотирикутника.

## Інші властивості

Японська теорема

- Японська теорема про вписаний чотирикутник.
У вписаному чотирикутнику ABCD інцентри M1, M2, M3, M4 (див. рисунок праворуч) у трикутниках DAB, ABC, BCD, та CDA є вершинами прямокутника.
Крім того, якщо точки P, Q, R, S є серединами відповідно дуг AB, BC, CD та AD описаного кола, то відрізки PR та QS є паралельними до сторін цього прямокутника і перетинаються в його центрі.[28]:43-44.
- Сума радіусів вписаних кіл трикутників ∆ABC та ∆ACD дорівнює сумі радіусів вписаних кіл трикутників ∆ABD та ∆BCD[13]:67.

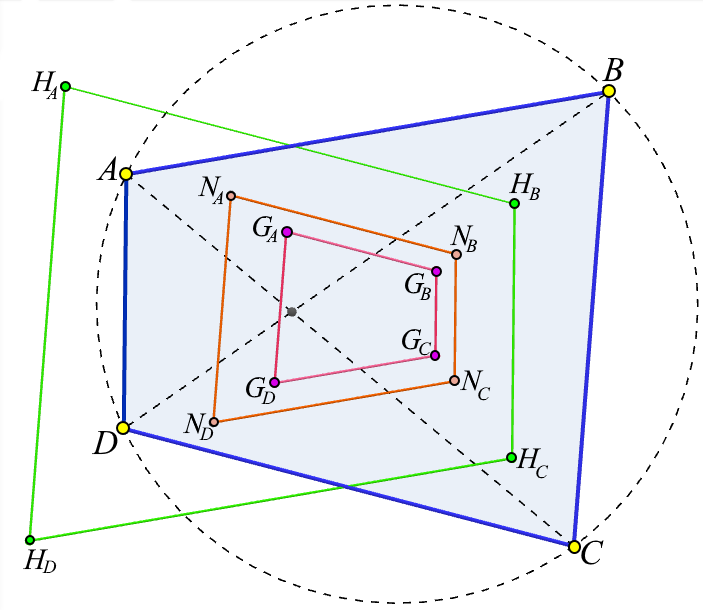
Узагальнення японської теореми про вписаний чотирикутник

- Також, якщо з'єднати між собою центроїди GA, GB, GC, GD трикутників ∆ABD, ∆ABC , ∆BCD, ∆ACD, їх центри кіл дев'яти точок NA, NB, NC, ND, та їх ортоцентри HA, HB, HC, HD, отримаємо три чотирикутника, що подібні до вихідного чотирикутника ABCD. А чотирикутник HAHBHCHD крім того є ще і конгруентним (рівним) ABCD.[11][28]:43-44.
Нехай у вписаному опуклому чотирикутнику ABCD:
G — точка перетину прямих GAGC та GBGD,
Н — точка перетину прямих HAHC та HBHD.
O — центр описаного кола.
Тоді, точки H, G і O лежать на одній прямій і HG:GO = 2:1.

- Наслідок теореми про вписаний кут та теореми про зовнішній кут.
У вписаному чотирикутнику ABCD з центром описаного кола — O, через P позначимо точку, в якій перетинаються діагоналі AC і BD. Тоді кут APB — це середнє арифметичне кутів AOB і COD.
- Не існує вписаних чотирикутників площа яких є раціональним числом, а сторони є нерівними раціональними числами або в арифметичній, або в геометричній прогресії[29].

- Якщо вписаний чотирикутник має довжини сторін, які утворюють арифметичну прогресію, чотирикутник також є зовнішньо-описаним.
- Якщо прямі на яких лежать протилежні сторони вписаного чотирикутника перетинаються в точках E та F, то внутрішні бісектриси кутів в точках E і F — перпендикулярні[18]:60.
- Узагальненням до теореми Птолемея є: теорема Пурсера[30], та перша й друга теореми Кейсі.

## Чудові точки та лінії чотирикутника
Антицентр та колінеарність
У вписаному в коло чотирикутнику, чотири його бівисоти перетинаються в одній точці Н. Ця точка називається антицентром чотирикутника.

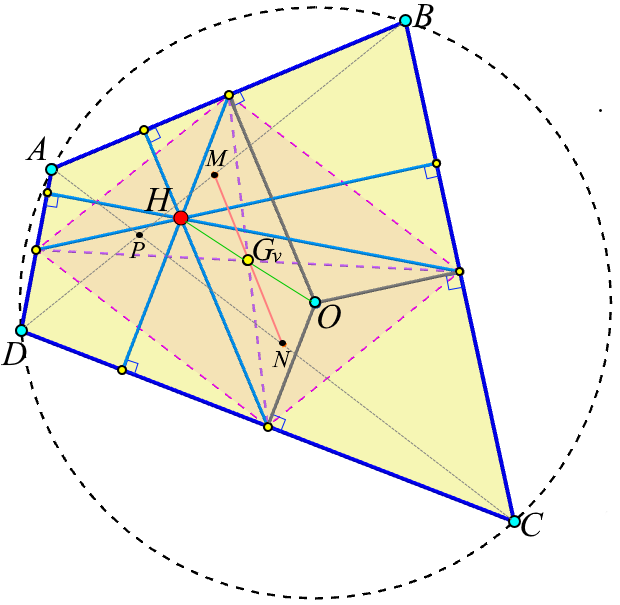
Антицентр вписаного чотирикутника

В опуклому чотирикутнику дві його бімедіани перетинаються в точці Gv — вершинному центроїді чотирикутника, центру тяжіння рівних мас, зосереджених у вершинах чотирикутника
1. Антицентр має властивість бути відображенням центру описаного кола О відносно «вершинного центроїда». Таким чином, у вписаному чотирикутнику центр описаного кола, «вершинний центроїд» та антицентр є колінеарними[5]:39, тобто, лежать на одній прямій. Крім того вершинний центроїд чотирикутника знаходиться в середині відрізка HO. Пряма, що містить цей відрізок називається прямою Ейлера.
2. Нехай протилежні сторони AB та CD описаного чотирикутника перетинаються в точці Е. Точки S та Q — середини ціх сторін. Тоді, перпендикуляр, проведений з т Е на пряму SQ, проходить через антицентр H чотирикутника.[5]:41
3. Нехай центр О описаного кола чотирикутника симетрично відображено відносно його протилежних сторін в точки O1 та O2. Тоді пряма O1O2 проходить через антицентр H чотирикутника.[5]:41
4. Якщо діагоналі вписаного чотирикутника перетинаються в P, а середні точки діагоналей позначено як M і N, то антицентр Н чотирикутника є ортоцентром трикутника MNP[5]:39, а вершинний центроїд Gv чотирикутника знаходиться в середині відрізка MN (Пряма, що містить цей відрізок називається прямою Гауса)
5. Антицентр вписаного чотирикутника є точкою Понселе його вершин.

Центроїд площі G опуклого чотирикутника (в тому числі і вписаного в коло) знаходиться в точці перетину відрізків GAGC та GBGD, що сполучають центроїди трикутників, на які чотирикутник розділяється своїми діагоналями (∆ABD, ∆BCD, ∆ABC, ∆ACD).
У вписаному чотирикутнику «центроїд площі» G, «центроїд вершин» Gv і точка P перетину діагоналей лежать на одній прямій. Для відстаней між цими точками виконується рівність:
{\displaystyle PG={\frac {4}{3}}PG_{v}}

## Чотирикутники Брахмагупти
Чотирикутник Брахмагупти — це вписаний чотирикутник з цілими довжинами сторонами, цілими довжинами діагоналей та цілою площею. Усі чотирикутники Брахмагупти зі сторонами a, b, c, d, діагоналями e, f, площею K і радіусом описаного кола R можна отримати, якщо позбутися знаменників в наступних виразах, що містять раціональні параметри t, u і v:
{\displaystyle a=[t(u+v)+(1-uv)][u+v-t(1-uv)]}
{\displaystyle b=(1+u^{2})(v-t)(1+tv)}
{\displaystyle c=t(1+u^{2})(1+v^{2})}
{\displaystyle d=(1+v^{2})(u-t)(1+tu)}
{\displaystyle e=u(1+t^{2})(1+v^{2})}
{\displaystyle f=v(1+t^{2})(1+u^{2})}
{\displaystyle K=uv[2t(1-uv)-(u+v)(1-t^{2})][2(u+v)t+(1-uv)(1-t^{2})]}
{\displaystyle 4R=(1+u^{2})(1+v^{2})(1+t^{2}).}

## Вписаний чотирикутник з перпендикулярними діагоналями (ортодіагональний)

### Описане коло і площа
Для вписаного чотирикутника, який також є ортодіагональним (має перпендикулярні діагоналі), припустимо, що перетин діагоналей ділить одну діагональ на відрізки довжини p1 та p2, а іншу діагональ ділить на відрізки довжиною q1 та q2. Тоді:104. задача 4-23 (перша рівність — це твердження 11 у «Книзі лем» Архімеда)
{\displaystyle D^{2}=p_{1}^{2}+p_{2}^{2}+q_{1}^{2}+q_{2}^{2}=a^{2}+c^{2}=b^{2}+d^{2}}
де D — діаметр описаного кола. Це справедливо, оскільки діагоналі — це перпендикулярні хорди кола. З цих рівнянь випливає, що радіус описаного кола R може бути виражений як
{\displaystyle R={\tfrac {1}{2}}{\sqrt {p_{1}^{2}+p_{2}^{2}+q_{1}^{2}+q_{2}^{2}}}}
або, через сторони чотирикутника, як
{\displaystyle R={\tfrac {1}{2}}{\sqrt {a^{2}+c^{2}}}={\tfrac {1}{2}}{\sqrt {b^{2}+d^{2}}}.}
З цього також випливає
{\displaystyle a^{2}+b^{2}+c^{2}+d^{2}=8R^{2}.}
Таким чином, згідно з теоремою Ейлера про чотирикутник, радіус описаного кола може бути виражений через діагоналі p і q та відстань x між серединами діагоналей як
{\displaystyle R={\sqrt {\frac {p^{2}+q^{2}+4x^{2}}{8}}}}
Формула для площі S вписаного ортодіагонального чотирикутника через довжини сторін отримується безпосередньо при поєднанні теореми Птолемея і формули площі ортодіагонального чотирикутника. Результат:222:
{\displaystyle S={\tfrac {1}{2}}(ac+bd).}

### Інші властивості
- У вписаному ортодіагональному чотирикутнику антицентр збігається з точкою перетину діагоналей[4].
- Теорема Брамагупти стверджує, що для вписаного чотирикутника, який також є ортодіагональним, перпендикуляр до будь-якої сторони, що проходить через точку перетину діагоналей, ділить протилежну сторону навпіл[4][5]:38
- Якщо вписаний чотирикутник також є ортодіагональним, відстань від центру описаного кола до будь-якої сторони дорівнює половині довжини протилежної сторони[4].
- У вписаному ортодіагональному чотирикутнику відстань між серединами діагоналей дорівнює відстані між центром описаного кола та точкою перетину діагоналей[4].

## Вписані сферичні чотирикутники
У сферичній геометрії сферичний чотирикутник, утворений при перетині чотирьох великих кіл, буде вписаним тоді, і лише тоді, коли суми протилежних кутів однакові, тобто α + γ = β + δ для послідовних кутів α, β, γ, δ чотирикутника. В одному напрямку ця теорема була доведена І. А. Лекселем у 1786 році. Лексель показав, що у сферичному чотирикутнику, вписаному в мале коло сфери, суми протилежних кутів рівні, і що в описаному чотирикутнику суми протилежних сторін рівні. Перша з цих теорем — сферичний аналог плоскої теореми, а друга теорема — їй дуальна, тобто, вона є результатом заміни великих кіл та їх полюсів. Кіпер та ін. довели обернену теорему: «Якщо суми протилежних сторін рівні в сферичному чотирикутнику, то для цього чотирикутника існує вписане коло».